# Tschuktscho-kamtschadalische Sprachen

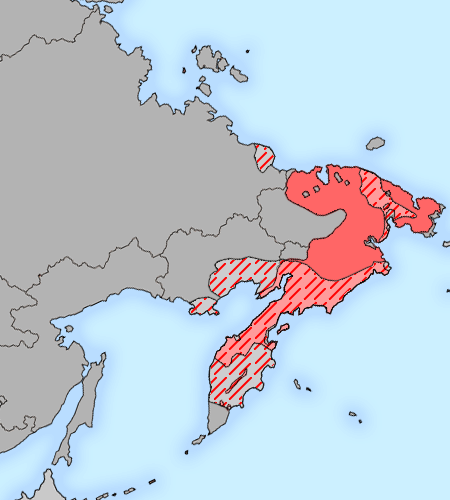
Verbreitung der tschuktscho-kamtschadalischen Sprachen im 17. Jahrhundert (rot schraffiert) und im 20. Jahrhundert (rot)

Die tschuktscho-kamtschadalischen Sprachen (früher auch luorawetlanische Sprachen genannt) sind eine kleine Familie von fünf genetisch verwandten Sprachen, die in Nordostsibirien – genauer auf den russischen Halbinseln Tschukotka und Kamtschatka – von zusammen etwa 14.000 Menschen gesprochen werden. Alle diese Sprachen sind vom Aussterben bedroht, das gilt auch für die mit Abstand sprecherreichste Sprache dieser Gruppe, das Tschuktschische mit rund 10.000 Sprechern auf der Halbinsel Tschukotka.
Die tschuktscho-kamtschadalischen Sprachen werden mit anderen sibirischen Sprachen zu der Gruppe der paläosibirischen Sprachen zusammengefasst. Die paläosibirischen Sprachen bilden keine genetische Einheit, sondern eine Gruppe altsibirischer Restsprachen, die schon vor dem Eindringen uralischer, turkischer und tungusischer Ethnien dort gesprochen wurden.

## Klassifikation, Sprecherzahlen und geographische Verbreitung

Verbreitung der einzelnen Sprachen

Die tschuktscho-kamtschadalischen Sprachen zerfallen in zwei Hauptgruppen, das Tschuktscho-Korjakische und das Kamtschadalische.
- Tschuktscho-Kamtschadalisch
  - Tschuktscho-Korjakisch
    - Tschuktschisch
      - Tschuktschisch (Tschukot) (7.700 Sprecher, ethnisch 15.000)   Tschukotka

    - Korjakisch-Aljutorisch
      - Korjakisch (Nymylan) (3.500, ethnisch 7.000)   Süd-Tschukotka, Nord-Kamtschatka
      - Aljutorisch (200, ethnisch 2.000)   Kamtschatka
      - Kerek †   Tschukotka (Kap Nawarin)

  - Kamtschadalisch
    - Itelmenisch (Kamtschadalisch) (max. 100 Sprecher, ethnisch 2.500)   Süd-Kamtschatka

Es gibt Nachrichten und Aufzeichnungen von weiteren in den letzten Jahrhunderten ausgestorbenen Sprachen der kamtschadalischen Gruppe.

## Die Sprachfamilie und ihre Mitglieder
Die tschuktscho-kamtschadalischen oder luorawetlanischen Sprachen bilden eine kleine, geographisch kompakte Sprachfamilie mit 11.500 bis 14.000 Sprechern.
Der nördliche Zweig umfasst das Tschuktschische, mit 10.000 Sprechern die bedeutendste Sprache dieser Gruppe (auf der Halbinsel Tschukotka im Autonomen Kreis der Tschuktschen und verstreut in Sacha). Das Korjakische (3.500 Sprecher, im Norden der Region Kamtschatka), das Aljutorische (noch 200 Sprecher, Nord-Kamtschatka) und das inzwischen wahrscheinlich ausgestorbene Kerek (Tschukotka, Kap Nawarin) sind so eng verwandt, dass eine wechselseitige Verständigung durchaus möglich ist und manche Forscher sie deswegen auch als Dialekte einer Sprache einstufen. 
Der südliche oder kamtschadalische Zweig weicht davon stärker ab und besteht heute nur noch aus dem Itelmenischen (noch maximal 100 Sprecher aus einer ethnischen Gruppe von 2.500 Menschen, im Süden Kamtschatkas).
Tschuktschisch, Korjakisch und Itelmenisch sind Schriftsprachen auf Grundlage der kyrillischen Schrift, in denen in geringem Umfang Zeitungen und Bücher erscheinen. Die anderen Sprachen der Gruppe sind schriftlos geblieben. 
Die Bezeichnung Tschuktschen und Tschukotka sind eine russische Adaption vermutlich des Namens einer Untergruppe der Tschuktschen; Luorawetlan ist die Selbstbezeichnung der tschuktschischen Stämme insgesamt, dieser Name wurde seit den 1920er Jahren zeitweise für die gesamte tschuktscho-kamtschadalische Sprachfamilie verwendet. Itelmen ist die Selbstbezeichnung der Itelmenen, die von den Korjaken Kamtschalo genannt wurden, was im Russischen zur Bezeichnung des Volkes der Kamtschadalen und der Halbinsel Kamtschatka adaptiert wurde. Heute hat sich die etwas umständliche Gesamtbezeichnung tschuktscho-kamtschadalisch für die gesamte Sprachfamilie durchgesetzt.

## Beziehungen zu anderen Sprachfamilien
Eine besondere genetische Nähe der tschuktscho-kamtschadalischen Sprachen zu den eskimo-aleutischen Sprachen wurde von einer Reihe von Forschern angenommen, ist aber nie wirklich nachgewiesen worden. Diese These wurde im größeren Zusammenhang der (sehr umstrittenen) eurasiatischen Makrofamilie von Joseph Greenberg wiederbelebt, in der das Tschuktscho-Kamtschadalische eine Komponente bildet.

## Sprachcharakteristik
Bei den tschuktscho-kamtschadalischen Sprachen handelt es sich um polysynthetische Sprachen mit Inkorporation und Split-Ergativität. Beispiele der Inkorporation aus dem Tschuktschischen sind:
- mən-nəke-ure-qepl-uwičwen-mək

lasst.uns-Nacht-lang-Ball-spielen-wir
„wir wollen die ganze Nacht Ball spielen“
- ga-mor-ik-tor-orw-ima

ga-…-ima Zirkumposition „in“, mor-ik Possessivus 1.pl. „unser“, tor „neu“, orw „Schlitten“
„in unserem neuen Schlitten“
Die Kasusmarkierungen sind in den meisten Sprachen ergativisch, die Konkordanz des Verbs weist dagegen eine Split-Ergativität auf: Präfixe kennzeichnen das Subjekt, Suffixe dagegen intransitive Subjekte und transitive direkte Objekte (Beispiele aus dem Tschuktschischen):
- qə-viri-ɣe „mögest du herabsteigen“
- m-imti-ɣət „ich möge dich tragen“

Das Tschuktschische besitzt eine besondere Form der Vokalharmonie. Der Reihe dominanter Vokale /e,a,o/ steht eine Reihe rezessiver Vokale /i,e,u/ gegenüber. Wenn ein Morphem eines Wortes einen dominanten Vokal enthält, werden alle rezessiven Vokale dieses Wortes in ihre dominante Version geändert. Zum Beispiel werden im Wort kupre wegen des dominanten /a/ des Suffixes /-ma/ das /u/ in ein /o/ und das /e/ in /a/ transformiert:
- kupre „Netz“
- ga-kopra-ma „mit einem Netz“

Eine kuriose Besonderheit einiger tschuktscho-kamtschadalischer Sprachen ist die geschlechtsspezifische Aussprache mancher Phoneme. So wird im Tschuktschischen in Frauensprache der r-Laut in bestimmten Positionen gern als /t͡s/ gesprochen. Diese Ausspracheform ist jedoch eher eine geschlechtsspezifische Attitüde als eine durchgehende Regel. Im Aljutorischen entspricht männliches /l/ oder /s/ in weiblicher Aussprache dem /t͡s/, z. B. plaku gegenüber ptsaku (Schuhwerk).